# Українська захоронка
«Украї́нська Захоро́нка» (до 1912 — Руська Захоронка) — українське доброчинне товариство, котре займалося соціальною опікою над українськими дітьми-сиротами, матеріальною допомогою, педагогічним наглядом та національно-патріотичним вихованням.

## Історія
Початок «захоронок» заклали на «вічі» (раді) 1 вересня 1891 року в Стрию. Учасники віча запропонували використати західноєвропейські організаційно-виховні моделі, зокрема досвід німецького педагога Фрідріха Фребеля (він вважав, що дитина повинна всесторонньо розвиватися через: дидактичні ігри, працю, навчання, красу та релігію) для створення ідентичних закладів у Галичині. Виконуючи його ухвалу, відома письменниця Наталя Кобринська та священник о. Кирило Селецький 5 травня 1892 року заснували першу «захоронку» в с. Жужелі (нині — Жужеляни) на Львівщині в приміщенні першого монастиря «Сестер Служебниць Непорочної Діви Марії».

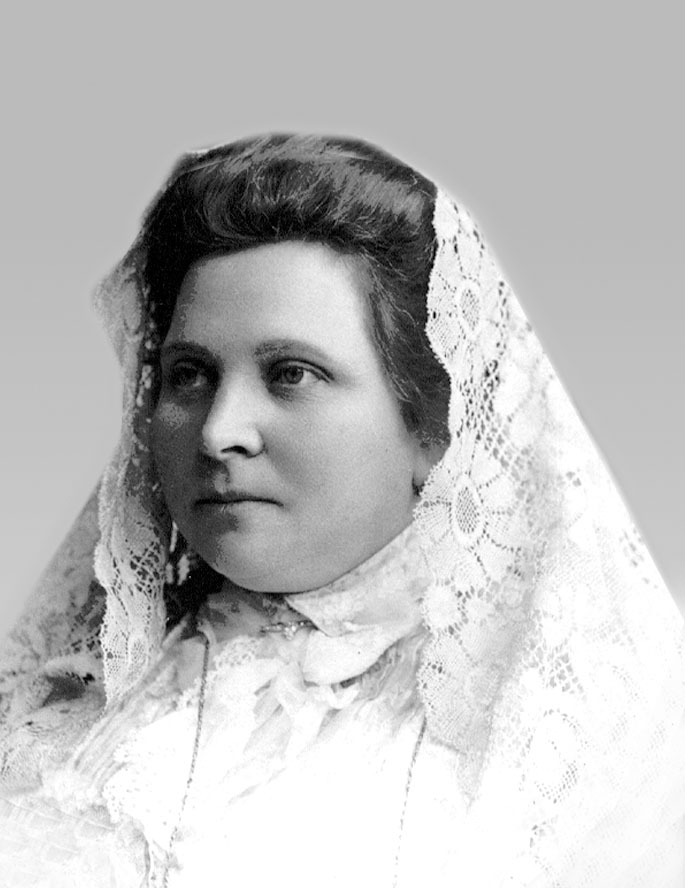
Марія Грушевська

Завдяки українському жіноцтву 1 січня 1901 року в залі НТШ заснували товариство «Руська захоронка». Першою головою «Руської охоронки» стала Марія Грушевська. До складу керівних органів товариства увійшли Марія Білецька, Ольга Гузар, Наталя Кобринська, Валерія Коцовська, Марія Наконечна, Ольга Озаркевич, Климентина Панькевич, Ольга Франко (дружина Івана Франка) та інші прихильники та популяризатори ідеї українських дошкільних закладів. Товариство мало здійснювати, через мережу дошкілля, соціальну опіку й національно-патріотичне виховання дітей.
У березня 1901 року товариство «Руська охоронка» налічувало 45 членів і членкинь, а в 1903 році вже було 126. Щомісячні внески його членів, становили 2 крони. Захоронки обходилися товариству в 300 крон кожна. Допомагали матеріально товариству «Руська охоронка» й інші львівські жіночі товариства: «Кружок українських дівчат», «Кружок українок», «Клуб русинок». У 1909 році об'єднуються «Клуб русинок» та «Кружкок українських дівчат» у товариство «Жіноча громада», першим головою якого була обрана Марія Білецька. Одним із завдань для «Жіночої громади» стає допомога захоронкам.
У 1902 році заходами «Руської охоронки» на Городоцькому передмісті Львова відкрили першу постійну світську захоронку для дітей убогого пролетаріату. У жовтні 1903 року на Жовківському передмісті постає другий аналогічний заклад для дітей міської бідноти. За головування Сібілли Рудницької (дружини Стапана Рудницького) відкрито третю захоронку.
Перед війною товариство налічувало 250 членів. У 1910-1913 роках «Руська захоронка» утримувала чотири, а у 1922 році — 12 (переважно на передмістях Львова). Зі середини 1920-х pp. «Українська Захоронка» поширила мережу стаціонарних дитячих садків на інші міста. Головою товариства у ті роки була Валерія Коцовська.
Під назвою «Українська захоронка» товариство продовжило свою діяльність з травня 1924 року, коли затвердили його новий статут, який окреслював ті ж завдання, форми й методи діяльності, що й за довоєнного періоду. Так у 1924–1925 роках було зведено будинок дитячої «захоронки» під опікою монахинь СС. Служебниць Станиславівської єпархії УГКЦ (теперішня районна поліклініка) у місті Бучач.
За головування спершу Олени Гординської, згодом Софія Рак (1928—1939) на початок 1930-х років товариство досягло найвищого піднесення діяльності та найбільшої чисельності — 475 членів. У 1930-х pp. захоронки реорганізовано на дошкілля модерного типу (до 1939 — 16) з фаховими виховательками. Захоронки бували постійними та сезонними. У 1938 році в Тернополі, у новозбудованому приміщенні, була створена захоронка.
Товариство не засновувало місцевих осередків, але поширювало працю на територію всієї Галичини. «Українська захоронка» функціонувала в основному на кошти котрі збирали по церквах, членські внески та місячні оплати батьків. Щороку товариство також отримувало субсидії від львівського магістрату в розмірі від 4 до 7,5 тис. злотих, що становило значну частину надходжень до кошторису товариства, який за означений період зріс із 10,5 до 25,7 тис. злотих.
Педагогічний нагляд над захоронками з 1924 року, вело товариство «Рідна Школа». У захоронках мовою навчання та спілкування була лише українська. Товариство «Українська захоронка» навчало Сестр Служебниць, вони проходили педагогічні курси у Львові з ведення захоронок.

## Голови товариства
- Марія Грушевська (дружина Михайла Грушевського) (1901 — 1915)
- Сибілла Рудницька (дружина Степана Рудницького)
- Валерія Коцовська (дружина Володимира Коцовського, сестра Уляни Кравченко[8]);
- Олена Гординська (дружина Ярослава Гординського) (1921—1928);
- Софія Рак (1928—1939);

ключові особи
- Герміна Шухевич — голова надзірної ради товариств;
- Марія Пастернак (дружина Ярослава Пастернака) (1934—1939) — референткою дошкільного виховання .
- Марія Січинська (дружина Степана Федака) — скарбник

## Діяльність сестер служебниць
Одним із головних завдань при створенні згромадження Служебниць Непорочної Діви Марії було ведення захоронок. Після відкриття першого закладув Жужелі 15 травня 1893 року Сестри Служебниці активно розвивали напрямок.

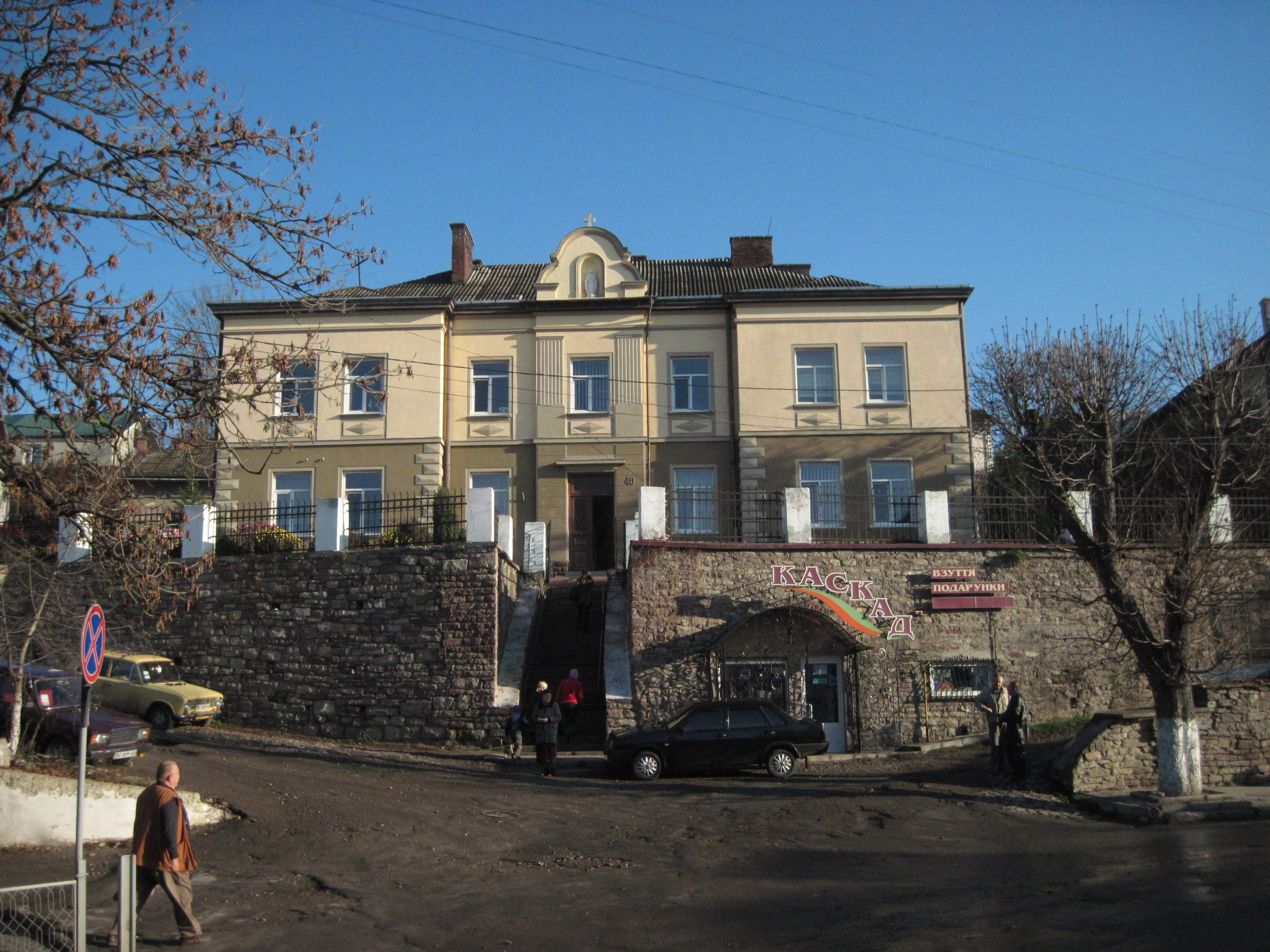
Приміщення колишньої захоронки Сестер Служебниць у Бучачі

Ось деякі із ведених ними захороноок: 
- 1894 - Самолуски
- 1895 - Цигани
- 1895 - Перегінське
- 1897 - Крилос
- 1898 - Ланівці
- 1901 - Більче Золоте
- 1905 - Городенка
- 1906 - Микуличин
- 1911 - Бучачі
- 1915 і 1917 Станиславів
- 1927 - Делятин та Тисмениця
- 1929 - Надвірна
- 1929 - Новосілка
- 1932 - Заболотів
- 1935 - Монастириська
- 1938 - Босько

У 1945 році більшовицька влада заборонила Сестрам Служебницям Провінції Співстраждання Матері Божої в Україні займатися вихованням дітей та молоді. Їхні монастирі в Галичині були конфісковані, захоронки, сиротинці, школи розформовано або перетворено на державні навчальні заклади.